# ハルク・ホーガン
ハルク・ホーガン（Hulk Hogan、本名：Terry Eugene Bollea、1953年8月11日 - 2025年7月24日）は、アメリカの元プロレスラー、俳優。ジョージア州オーガスタ生まれ、フロリダ州タンパ出身。
長女は歌手のブルック・ホーガン。甥は元プロレスラーのホーレス・ホーガン。

## 来歴
自著によると少年時代は大柄な体格を生かし、野球のリトルリーグでは強打者として活躍していたが、足が遅く、他のスポーツは苦手であったという。高校時代にボディビルディングで体を鍛える一方、南フロリダ大学時代から「ラッカス（Ruckus）」というロックバンドのベーシストで活動した。
プロレスファンだったホーガンはスーパースター・ビリー・グラハムに憧れ、自身の体とロックバンド時代に培った観客とのやり取りの経験を活かすべく、プロレスラーになると決めた。ビリー・グラハムには弟子入りを断られるも、NWAフロリダ地区（チャンピオンシップ・レスリング・フロム・フロリダ）のプロモーターだったエディ・グラハムの息子マイク・グラハムを介してヒロ・マツダのトレーニングを受ける。レスラーの道を断念させる為マツダから厳しいシゴキを受けて足を骨折した事もあったが、1977年8月に覆面レスラーのスーパー・デストロイヤー（The Super Destroyer）として、ブライアン・ブレアーを相手にデビューを果たした。
以後、テリー・ボールダー（Terry Boulder）、スターリング・ゴールデン（Sterling Golden）などのリングネームを用い、ビリー・グラハムの影響下にある筋肉派の新鋭選手として、アラバマのサウスイースタン・チャンピオンシップ・レスリング、テネシーのコンチネンタル・レスリング・アソシエーション、ジョージアのジョージア・チャンピオンシップ・レスリングなど、南部の各プロモーションをベビーフェイスのポジションで転戦。アラバマでは1979年6月にオックス・ベーカーから南部版のNWAサウスイースタン・ヘビー級王座を奪取、12月にはディック・スレーターを破り同王座の北部版も獲得している。5月から7月にかけてはモービルおよびドーサンにて、当時ハーリー・レイスが保持していたNWA世界ヘビー級王座に度々挑戦した。テネシーでは同年5月21日、メンフィスのミッドサウス・コロシアムで同地区の英雄的存在だったジェリー・ローラーとタッグを組み、ジョージアでは10月19日にアトランタのオムニ・コロシアムでスタン・ハンセンと対戦した。
同時期、テレビドラマ『超人ハルク』主演のルー・フェリグノと同じカメラに収まる機会があり、トップ・ボディビルダーのフェリグノより大きな肉体が評判となる。これを機に、超人ハルクにあやかりザ・ハルク（The Hulk）をニックネームに用いるようになった。一時はプロレス界を離れ港湾労働者をしていたが、テリー・ファンクやジャック・ブリスコ、ジェリー・ブリスコらの勧めで復帰を果たし、WWF入りのきっかけを掴む。

### WWF時代初期

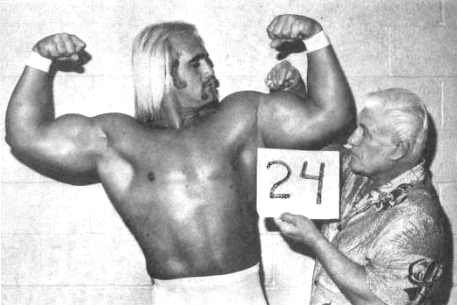
右はマネージャーの "クラッシー" フレッド・ブラッシー（1980年）

1979年12月、WWF（現：WWE）に初登場。ビンス・マクマホン・シニアの提案でハルク・ホーガン（Hulk Hogan）とリングネームを改め、フレッド・ブラッシーをマネージャーに迎え、ニューヨークのマディソン・スクエア・ガーデンにおけるデビュー戦でテッド・デビアスから勝利を収める。
以後、アンドレ・ザ・ジャイアントに対抗できるスーパーヘビー級のヒールとしてトップ戦線で活躍。ゴリラ・モンスーン、ティト・サンタナ、ドミニク・デヌーチ、レネ・グレイ、ジョニー・ロッズ、ホセ・エストラーダ、イワン・プトスキー、パット・パターソンらを相手にデビュー戦から20数連勝で「マディソン・スクエア・ガーデンの奇跡」と評され、その名を全米に知らしめた。
1980年はボブ・バックランドのWWFヘビー級王座にもフィラデルフィアやアレンタウンなどで再三挑戦、8月9日にシェイ・スタジアムで開催されたビッグイベント『ショーダウン・アット・シェイ』ではアンドレとのシングルマッチが組まれた。

### 新日本プロレス時代

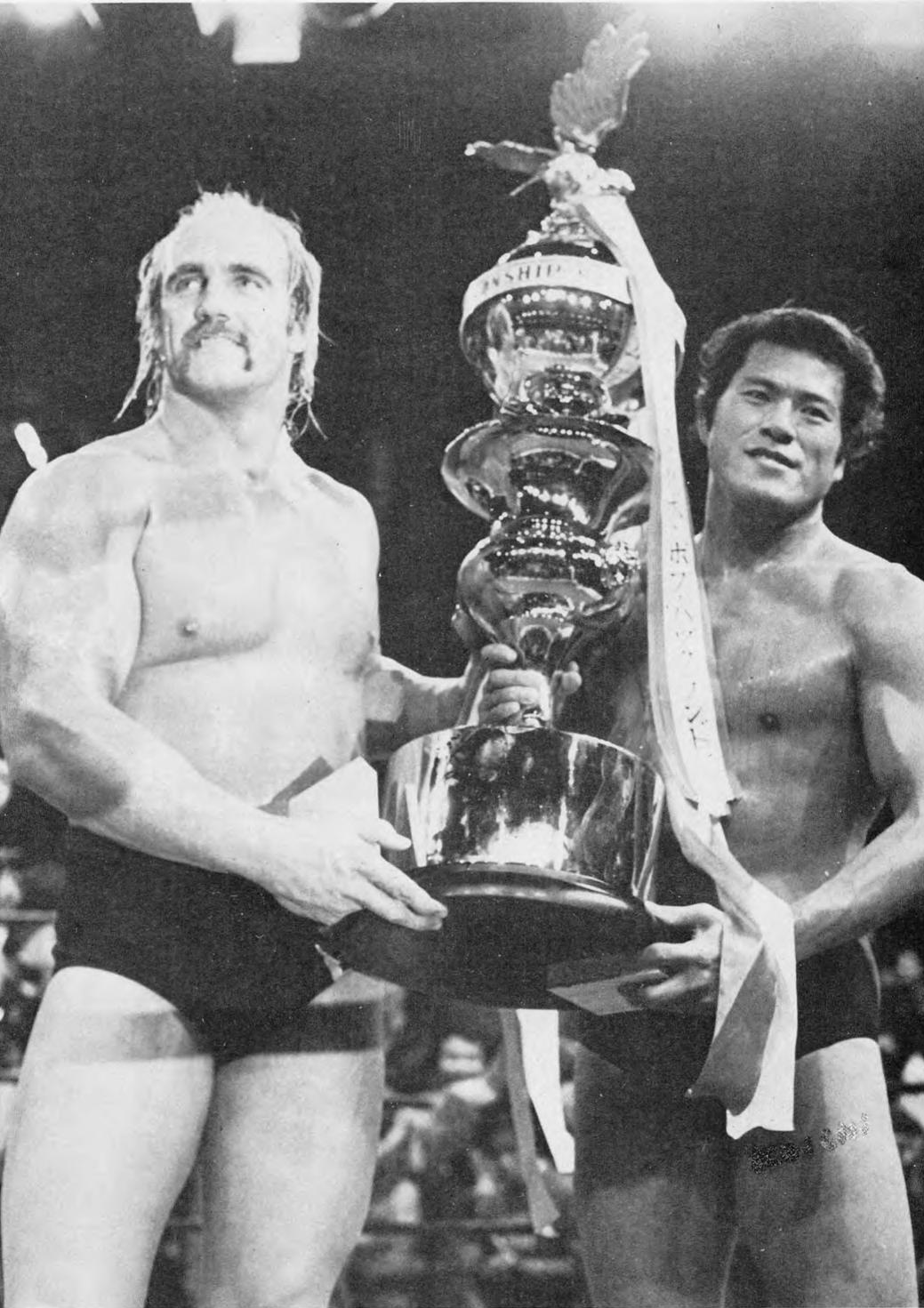
アントニオ猪木とのタッグチームでは、1982年と1983年のMSGタッグ・リーグ戦において2連覇を達成

1980年5月、当時WWFと提携していた新日本プロレスの『第3回MSGシリーズ』に初来日。アメリカでのスケジュールの都合でリーグ戦には参加せず、初来日ながらシリーズ後半戦への特別参加という扱いで、テレビ初登場となる試合ではストロング小林から勝利を収め、アントニオ猪木とのシングルマッチもテレビ中継で組まれた。当時は1955年生まれと称しており、金色のマントをまとい背中には黒い剛毛を生やしていた。
以降も新日本プロレスを日本での主戦場とし、2度目の来日となる1980年10月開幕の『'80闘魂シリーズ』にはタイガー・ジェット・シンに次ぐ外国陣営の準エース格として参戦。蔵前国技館大会のメインイベントにおいて、猪木が保持していたNWFヘビー級王座に挑戦した。スタン・ハンセンのタッグパートナーとしても活躍し、同年11月開幕の『第1回MSGタッグ・リーグ戦』ではアンドレ・ザ・ジャイアント&ザ・ハングマン、シン&上田馬之助などのチームよりも高得点を収め、猪木&ボブ・バックランドのNWF&WWF王者コンビと決勝を争った。
1981年には、アブドーラ・ザ・ブッチャーを新日本プロレスに引き抜かれた全日本プロレスと『全日本プロレス中継』の放映局であった日本テレビによる外国人引き抜き工作のターゲットにされたことがあり、同年9月には全日本プロレスへの移籍が一旦発表された（同じく新日本の常連外国人だったボビー・ダンカンの手引きにより、5月にテリー・ファンクの仲介で契約書を交わす段階にまで至った）。しかしホーガンはそのことを新日本に告げ、最終的に新日本が全日本以上の好条件を提示したためご破算となったといわれている。和田京平によれば、その後テリーは引き抜きのターゲットをホーガンからハンセンに変更したという。その行動に怒ったテリーは京王プラザホテルでホーガンを殴り倒したとされているが、テリーは自著で否定している。
ハンセンが全日本プロレスに移籍した後の1982年からは、アックスボンバーをフィニッシャーに使用。出演映画『ロッキー3』（後述）の公開もあって本国同様に日本でも大ブレイクし、ハンセンに代わる新日本の看板外国人選手となる。外国人ベビーフェイスとして日本陣営にも加わり、猪木とのタッグチームやブッチャーとのシングルマッチも実現した。坂口征二とのコンビでは、キラー・カーン&ブラックジャック・マリガンとの日米混合のスーパーヘビー級タッグマッチも行われた。
1983年に開催された『IWGP決勝リーグ戦』にはアメリカ代表として参加し、6月2日に蔵前国技館で行われた決勝戦では猪木をアックスボンバーでKOして優勝を果たした。
1981年から始めた右手人差し指を高々と上げ「イチバァーン!」と叫ぶ決めポーズも話題になり、リングコスチュームも黒のショートパンツに白字で「一番」と書いたものにする。「一番」と書かれたタンクトップやTシャツ、ハッピも発売された。以降 "ICHIBAN" はNo.1を意味する語としてアメリカでも有名な日本語の1つとなった。

### AWA時代

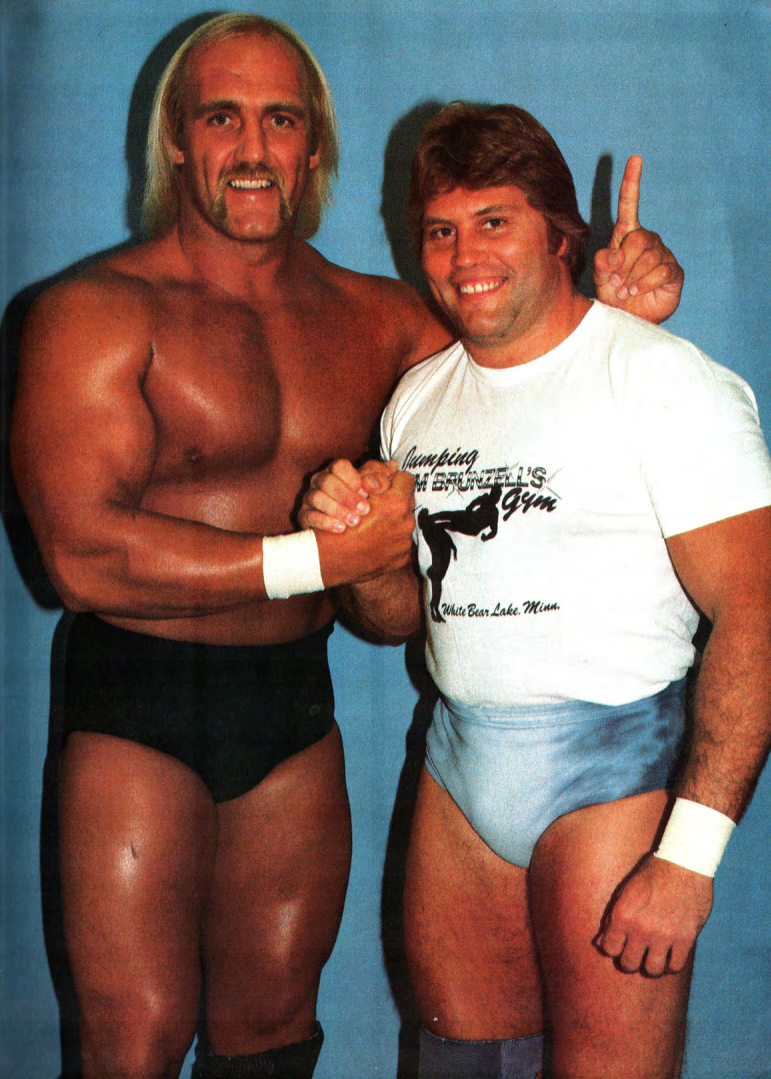
右はジム・ブランゼル（1983年）

1981年からはアメリカでの主戦場をAWAに移し、本国アメリカでもベビーフェイスとして大ブレイクを果たす。しかし、AWA世界王者ニック・ボックウィンクルを相手に何度となく「幻の勝利」を挙げたにもかかわらず、AWAの主宰者だったバーン・ガニアは、他のスポーツの実績もなく単純なパワーファイターのホーガンの商品価値を過小評価し、AWA世界ヘビー級王座を与えなかった。
世界王座戴冠は果たせなかったが、同じくスーパースター・ビリー・グラハムに憧れたジェシー・ベンチュラとの抗争や、超巨漢選手ジェリー・ブラックウェルとのボディスラム・マッチなどでも人気を博す。また、WWFや新日本プロレスでの旧敵であるアンドレ・ザ・ジャイアントともタッグを組み、悪党マネージャーのボビー・ヒーナン率いるファミリー（ボックウィンクル、ケン・パテラ、ボビー・ダンカン、アドリアン・アドニス、ミスター・サイトーなど）と軍団抗争を展開した。
AWAで活躍中の1982年には映画『ロッキー3』に出演。主演のシルヴェスター・スタローンと戦う敵役のプロレスラー「サンダーリップス（Thunderlips）」を演じてプロレス界以外でもネームバリューを高めた。

### WWF時代
1983年12月、シニアの後継者となるビンス・マクマホン・ジュニアにWWF全米進出計画のエースとして白羽の矢を立てられ、日本滞在中にWWFと専属契約を交わす（AWAのバーン・ガニアは、この突然の引き抜き事件に激怒したという）。1984年1月23日、MSGにおいて当時の王者であったアイアン・シークを下しWWF世界ヘビー級王座初戴冠。2月10日にはNWAの総本山だったセントルイスのキール・オーディトリアムにて、マスクド・スーパースターを相手に初防衛に成功。以降、同年より開始された全米侵攻サーキットにおいて、ポール・オーンドーフ、ビッグ・ジョン・スタッド、デビッド・シュルツ、ロディ・パイパー、カウボーイ・ボブ・オートン、ニコライ・ボルコフ、グレッグ・バレンタインなどの強豪との防衛戦が各地で行われた。
シンディ・ローパーらと共にMTVに出演するようになると、プロレスファン以外の層にも知名度が高まり、1985年3月31日にレッスルマニアの第1回大会が開催されて以降は社会現象と呼べるほどの世界的人気を獲得した。このレッスルマニアという名称自体「レッスル」とハルクファンの「ハルカマニア（Hulkamania）」を足したホーガンのための大会だった。
新日本プロレスへの来日も続け、1985年6月11日には東京都体育館において、ダニー・ホッジをレフェリーに迎えて藤波辰巳を相手にWWF王座を防衛。6月13日には愛知県体育館にて猪木とIWGP選手権を争ったが、同年10月に新日本プロレスとWWFとの提携が解消され、しばらく来日は途絶えることとなった。
以降もWWF世界王者として、カマラやキングコング・バンディなどの巨漢ヒールから元NWA世界王者のテリー・ファンクやハーリー・レイスまでを挑戦者に迎えてタイトルを防衛。人気絶頂期に行われたアンドレ・ザ・ジャイアントとの対決（1987年3月29日、レッスルマニアIII）では9万3173人という観客動員数を記録している。タッグ戦線では、フェイスターンした旧敵のパイパー、オーンドーフ、ドン・ムラコらとの共闘もあった。

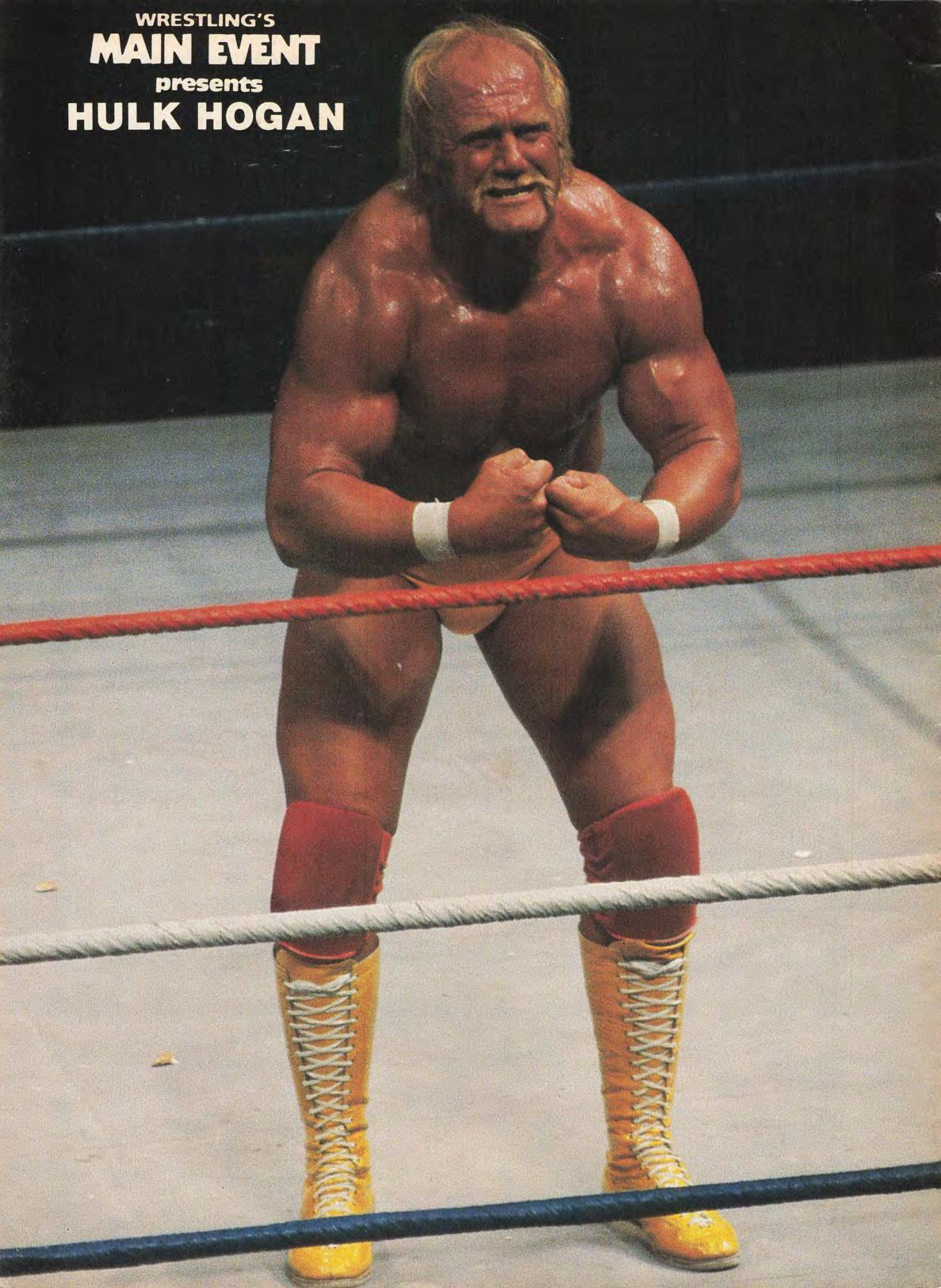
雑誌 "Wrestling's Main Event" より（1987年）

1988年2月5日の "WWF The Main Event" におけるアンドレとの防衛戦においてタイトルを失うが、以降も人気は衰えず、同年3月27日のレッスルマニアIVでの新WWF世界王者決定戦では、前年にフェイスターンしていたランディ・サベージの王座戴冠をサポートした。以後、サベージと「メガ・パワーズ（The Mega-Powers）」なるタッグチームを結成し、アンドレ&テッド・デビアスのメガ・バックスやビッグ・ボスマン&アキームのツイン・タワーズなどと抗争するが仲間割れ。1989年4月2日のレッスルマニアVにおいて、再びヒールとなったサベージを破り、WWF世界王者に返り咲いた。
レスラーとしての活動と並行して、様々な低予算映画に主演して俳優としても活躍。1989年6月公開の映画『No Holds Barred』での敵役ゼウスとは、同年のサマースラム'89やサバイバー・シリーズ'89においてもタッグマッチで対戦した。
1990年4月1日、レッスルマニアVIにおいてアルティメット・ウォリアーに敗れ、再び王座から陥落。同月13日、東京ドームで開催された『日米レスリングサミット』への出場で久々に来日、スタン・ハンセンとのシングルマッチで勝利を収めた。
その後、アースクェイクとの抗争を経て、1991年3月24日のレッスルマニアVIIにおいてサージェント・スローターを破りWWF世界王者に再び返り咲く。翌週の3月31日、当時のWWFの日本での提携先だったSWSの東京ドーム大会に来日、天龍源一郎と組んでロード・ウォリアーズ（ホーク&アニマル）と対戦した。翌4月1日の神戸ワールド記念ホール大会では谷津嘉章を相手に、新日本プロレス参戦時以来となる日本でのWWF王座防衛戦を行った。
同年11月27日、サバイバー・シリーズ'91においてジ・アンダーテイカーに敗れ王座から陥落。12月3日のリターンマッチで一度は奪還に成功するも、両試合ともリック・フレアーの干渉による不透明決着だったため王座は剥奪される。12月12日にはSWSの東京ドーム大会に再来日して天龍とシングルマッチで対戦したが、試合はノンタイトル戦となった。以降、フレアーやアンダーテイカーと抗争するが、同時期のステロイドスキャンダルの影響もあり、1992年4月5日のレッスルマニアVIIIでのシッド・ジャスティス戦の後、しばらくリングを離れることとなった。
1993年3月に復帰後、4月4日開催のレッスルマニアIXにおいて、ブルータス・ビーフケーキと組んでデビアス&IRSのマネー・インクが保持していたWWF世界タッグ王座に挑戦。同大会のメインイベントではヨコズナがブレット・ハートを下して新WWF世界王者となったが、試合後にハートを介抱するホーガンをヨコズナのマネージャーのミスター・フジが挑発、ヨコズナ対ホーガンのタイトルマッチが急遽行われ、これに勝利したホーガンが約1年半ぶりに王座に返り咲いた。
しかし、同年6月13日のキング・オブ・ザ・リング'93において再びヨコズナにタイトルを明け渡し、俳優への転向による引退を理由にWWFを退団した。契約問題やステロイド裁判の影響でWWFとの間に亀裂が生じたともされるが、ホーガン自身は自著において、退団は3月に復帰した時点から合意の上であり「団体との間に確執はなかった」と記述している。

### 新日本プロレス再来日
WWF時代末期の1993年5月3日、8年ぶりに新日本マットに登場。福岡ドームでグレート・ムタと対戦した。この時、新日本プロレスはWCWと提携を結んでおり、現役WWF世界ヘビー級王者であったホーガンの出場は考えられないことであった。また、ムタも当時はIWGPヘビー級王者であったため、日米のトップ対決としても注目された。同年9月23日には、横浜アリーナでムタと組み、ヘルレイザーズと対戦し、同9月26日には大阪城ホールにて武藤敬司とシングルマッチも行った。また、翌年1月には藤波辰爾とも対戦した。

### WCW時代
連続テレビドラマを制作・主演していた1994年、同じディズニー・ワールド内でTVマッチを収録していたWCWと契約した。WWF時代と同じくベビーフェイスのポジションで活動し、PPV興行の切り札としてリック・フレアーとのWCW世界ヘビー級王座戦も行われたが、WWFを凌駕するほどの起爆剤とはならず、ホーガン本人も新たなキャラクターを求めた。1996年7月、ヒールに電撃転向し、同じくWWFから移籍してきたケビン・ナッシュやスコット・ホールと共にnWoを結成、コスチュームのテーマカラーもレッド&イエローから黒ずくめに一新し、ハリウッド・ハルク・ホーガン（Hollywood Hulk Hogan）を名乗った。詳しくは「マンデー・ナイト・ウォーズ」を参照。
これによってホーガンは選手としてのキャリアのリセットにも成功し、またnWoの大ヒットでWCWはWWFの人気を上回るようになっていく。ヒールサイドの主役として活躍し、WCW世界ヘビー級王座も何度となく獲得。1998年にはビル・ゴールドバーグとの超人対決が実現した。nWo解散後は他のベテラン選手たちとともにミリオネアーズ・クラブなるユニットを結成したりもしたが、家族と過ごす時間が欲しいとの理由から2001年のWCW崩壊を前に離脱した。
かつてのレッド&イエローのコスチュームでジミー・ハートの旗揚げした新団体XWFのTVテーピングにも参加したが、同団体もほどなく活動を停止した。

### WWE復帰

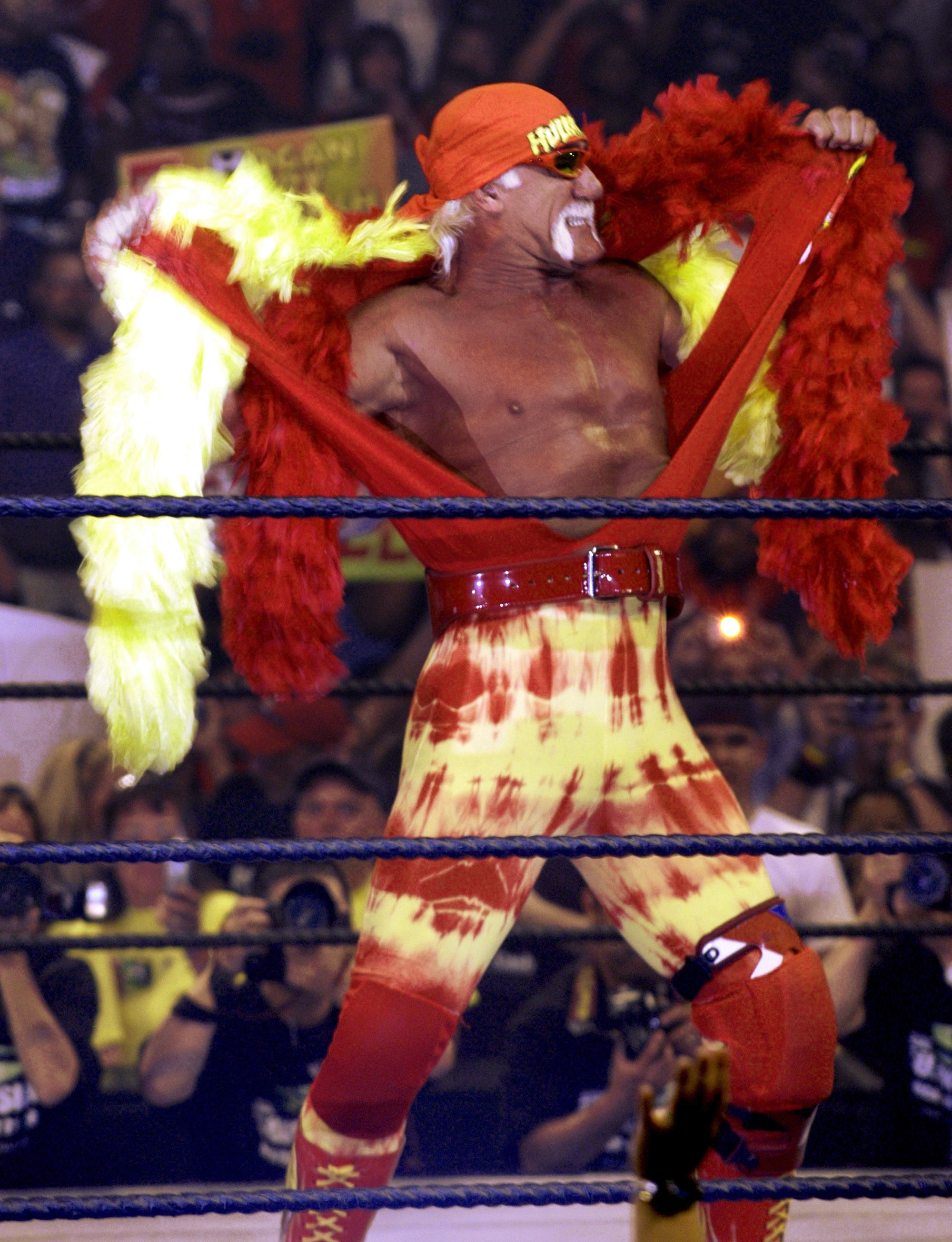
リングインした際のパフォーマンス（2004年8月）

2002年2月、ビンス・マクマホンの刺客nWoの一員としてヒールに戻りWWF（現：WWE）に復帰する。WrestleMania X8で8年ぶりのレッスルマニア再登場を果たし当時の主役ザ・ロックとの頂上決戦が実現。WWE側は「悪の枢軸」nWo軍総帥ホーガンを絶対的ベビーフェイスのロックが迎え撃つというアングルを構成したものの、入場シーンからホーガンへ声援が響き、ロックの方がブーイングを浴びる結果となった。この試合は「ICONvsICON」という試合タイトルに相応しい重厚な名勝負となり、ホーガンのハルクアップ、3パンチ、ビッグブート、レッグドロップというフィニッシュ・ムーヴをロックがキックアウトしたシーンは大歓声を浴びた。最後はロックがロック・ボトム2連発からピープルズ・エルボーでフォール勝ちを収めた。試合後ホーガンはnWoのメンバーであったホールとナッシュに裏切られ、暴行を受けるが、直後ロックが助けに現れ、共に迎え撃った。ホーガンはロックに握手を求め、翌日からnWoを脱退し、ベビーフェイスに戻った。
同年7月4日の独立記念日には、エッジとのタッグで自身初のWWE世界タッグ王座を獲得。ブロック・レスナーとの対戦の後、一時団体を離脱するが、復帰した冬頃からSmackDown!にてビンスとの対決アングルが組まれ、WrestleMania XIXで対決し勝利する。
2003年5月には覆面レスラーのミスター・アメリカ（Mr. America）に扮するも、その後ストーリーに不満を抱き同年6月にWWEを離脱した。同年10月13日、新日本プロレス『ULTIMATE CRUSH』にワンマッチのみ参戦、蝶野正洋とシングルマッチを行った。
2005年4月、WWE殿堂入り（プレゼンターはシルヴェスター・スタローン）。またWrestleMania 21にてWWE再登場を果たした。7月にはRAWに正式に復帰して選手登録もされ、ショーン・マイケルズと抗争を繰り広げた。両者の戦いはサマースラムで決着。
2006年のサマースラムではランディ・オートンと対戦し勝利。次回の試合は2007年のWrestleMania 23でのストーン・コールド・スティーブ・オースチンとの夢の対決、あるいはアンドレ・ザ・ジャイアント戦20周年を記念したビッグ・ショーとの対戦が噂されていたが、実現しなかった。

### TNA参戦
2007年4月、PMG Clash of Legendsに単発出場。その後は2009年10月27日、TNAと契約した。その直前にはエリック・ビショフらとともに新団体「ハルカマニア」設立を発表、同年11月にオーストラリアで旗揚げ興行を開催した。

### WWE再復帰からの解雇、3度目の復帰

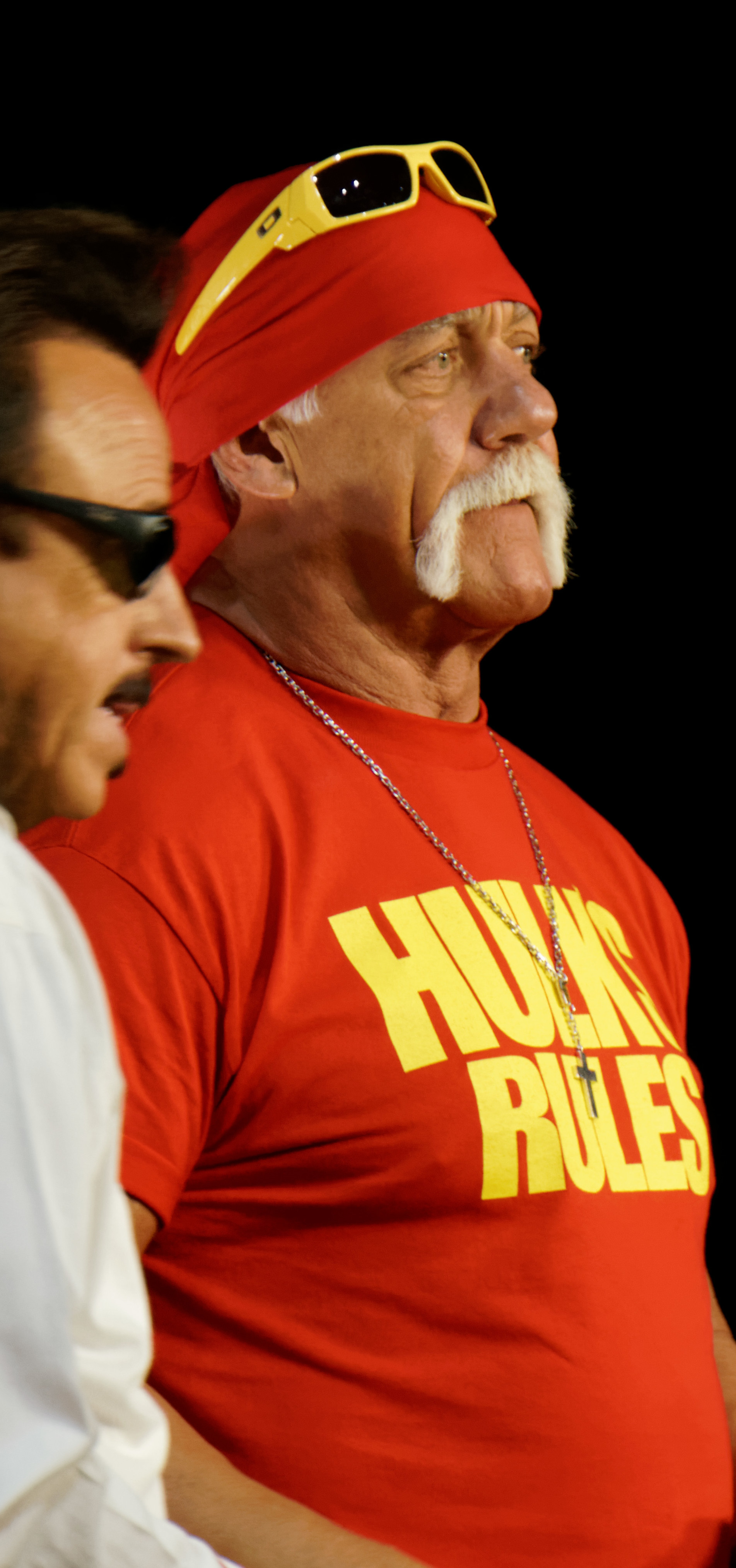
左はジミー・ハート

2014年2月24日、次のレッスルマニアのホストとしてWWEに復帰、公式サイトにも所属レスラーとして掲載された。しかし、2015年7月24日にWWEはホーガンを解雇したと発表した。8年前に録音された彼の会話の中で、人種差別発言を行ったことがその理由としている。WWEは声明の中で「従業員もレスラーも、世界中のファンも多様であるように、あらゆる出自の人々を受け入れ賞賛してきたのがWWE。テリー・ボレアとの契約は終わりだ」と表明、関連商品もすべて発売停止となった。
しかし2018年7月、WWEは突如ホーガンをWWE殿堂に再び登録した。ホーガン本人は、その日に行われたPPV『エクストリーム・ルールズ』の舞台裏にて団体関係者らと対面し、過去の件について謝罪したと報じられた。そして11月2日、リヤドで公演された『クラウン・ジュエル』にホーガンが登場。マイクパフォーマンスだけであったが大いに観客を沸かせ、元気な姿を見せた。
2019年4月6日、ニューヨーク州ブルックリンのバークレイズ・センターにおいて、WWE殿堂に迎えられたブルータス・ビーフケーキのインダクターを務めた。同年はマッドドッグ・バション&ブッチャー・バションのドキュメンタリー映画 "Mad Dog & The Butcher" にも出演した。
2020年、nWoのメンバーとして2005年に続き2度目のWWE殿堂入りを果たした。
2025年1月6日、RAWのNetflix放送開始記念大会でのマイクアピールが最後のWWE登場であった。

### 死去
2025年7月24日朝9時頃、医療通報を受けた消防隊と州警察によりフロリダ州クリアウォーターの自宅で心停止の状態で発見され、近隣の病院に緊急搬送されたものの、同日11時17分に死亡が確認された。71歳没。後に判明した火葬許可概要報告書によると、死因は急性心筋梗塞で、生前より不整脈（心房細動）と血液のがん（慢性リンパ性白血病）の既往があったとされている。
死去する約2か月前の5月に頸椎固定の手術を受けていたが、合併症の影響で健康状態が不安視されていた。日本人でホーガンと交流のあった佐藤義一は、メディアの取材に「手術後の7月上旬に来てみたらホーガンは歩行器を使用するなど歩行が困難な状況になっており、身長も縮んでいた」と最後に会った際のホーガンの印象を振り返った。また、死亡する前日の夜にはジミー・ハートと電話で会話しており、一夜にして容体が急変したとハートは語っている。
かつて所属したWWEや参戦していた新日本プロレスでは、死亡が発表された直後の大会にて追悼セレモニーとしてテンカウントゴングが打ち鳴らされた。
また、第47代合衆国大統領ドナルド・トランプおよび第50代副大統領J・D・ヴァンスは、それぞれのSNSにおいて追悼文を投稿している。生前に居を構えるなどホーガンと由縁のあるフロリダ州知事のロン・デサントスは、同年8月1日を『フロリダ州ハルク・ホーガン・デー』とすることを発表した。同日は全ての州内の施設、施設敷地において同日の日の出から日没まで、アメリカ合衆国旗とフロリダ州旗を半旗として掲揚することを命じた。
日本での最後の参戦は2003年10月の新日本プロレス・東京ドーム大会の蝶野正洋戦であり、最後の来日は2014年のWWE公演で、7月10日・11日の国技館および12日の大阪・舞洲アリーナ大会であった。

## ミスター・アメリカ
ホーガンは2002年5月にWWEに復帰するが、翌年にビンス・マクマホンによって出場停止にされてしまう。その時スマックダウンを救うためマスクマンが一人さっそうと登場した。彼こそがミスター・アメリカである。星条旗風のロングタイツ、そして中央に星をあしらったブルーのマスクが特徴的であった。
当初、ひげの生え方やビルドアップされた筋肉、白いリストバンドなどから、正体はハルク・ホーガンではないかと騒がれた。しかし、ビンス・マクマホンの手によって嘘発見器にかけられた際、「あなたはハルク・ホーガンですか?」との質問にネガティブの結果が出ていることからも、この噂は否定されている。なお、ビンスが自ら嘘発見器にかかり、嘘発見器が故障していないと証明している。
本人は「ハルク・ホーガンに憧れ、トレーニングをして十分なビタミンを摂取してこの身体を手に入れた」と語っている。なお、ハルク・ホーガンがWWEから離脱すると同時にミスター・アメリカも姿をくらませている。そしてビンス・マクマホンが「ミスター・アメリカはハルク・ホーガンだったので解雇した」と番組で述べ、実際に素顔を見せている映像を流したことで、ミスター・アメリカが登場するストーリーは終了している。

## 家族
来日した2003年10月12日に東京ドームホテルで記者会見が開かれ、その中で新日本とIWGPに対する熱い思いを語ったが近年は新日本とWWEの関係が断絶されたことから、IWGPヘビー級王座への挑戦はおろか来日すらほとんどしなくなっていた。しかし2007年5月9日、娘のブルック・ホーガン（インディーズレーベルから歌手デビューしている）の日本デビューのプロモートのために久々に来日した。フジテレビの「魁!音楽番付」で試合以外では久し振りに日本のテレビ番組に登場した。さらには2007年5月10日親子でGyaOのお昼の生放送番組に緊急生出演し、5月11日には笑っていいとも!にも生出演した。
2005年から2007年にかけて、人気リアリティ番組『Hogan Knows Best』に出演しており、ホーガン本人はもちろん、妻のリンダ、娘のブルック、そして長男のニックを含めたホーガン一家の素顔が垣間見られる。左手薬指に結婚指輪のタトゥーを彫り、愛妻家として知られるホーガンだったが、2008年、娘のブルックの友人であるクリスティアーヌ・プランテがホーガンとの長年の不倫関係を告白した。妻のリンダとは離婚し、ブルックとクリスティアーヌの友情も崩壊した。離婚裁判で財産は殆ど妻が取った。
2022年2月28日、2010年に再婚したジェニファー・マクダニエルとの離婚を正式発表した。一緒に行動を取っている写真や動画がホーガンのSNSに投稿されていた。なおTMZによると、ホーガンは2021年10月に離婚をしたと伝えている。

## 得意技

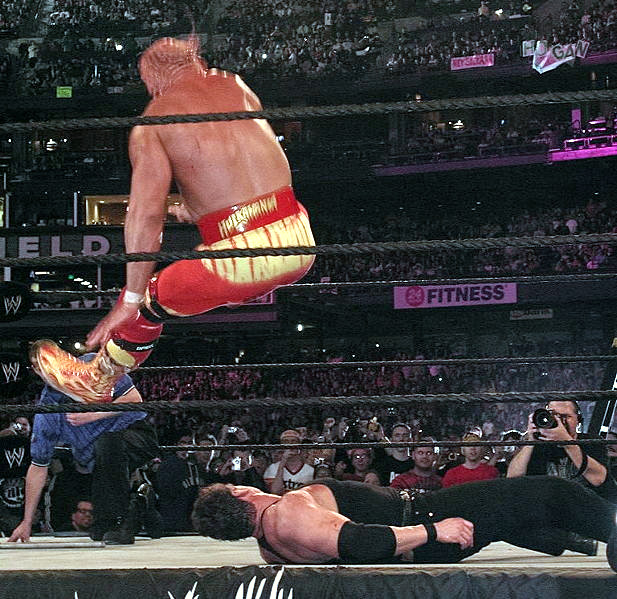
レッグ・ドロップ

### フィニッシュ・ホールド
アックスボンバー（日本での必殺技）
ホーガンの初期のパートナーであったスタン・ハンセンのウエスタン・ラリアットを参考にして編み出した「腕をL字型に立てたまま相手の顔面に叩き込むエルボー」。古舘伊知郎は海神ネプチューンの武器である「三つ又の槍」に擬えた。アメリカでこの技は「フォーアーム（4アーム）」と呼ばれエルボー技と分類、WWEではつなぎ技としてのみ使用され、実況・解説では単に「エルボー」とされてしまう場合がある。開発段階はホーガン・ハンマーと呼ばれており、そう称するマスコミもあった。
アックスボンバーはラリアットに似ているので、ラリアットを必殺技とするスタン・ハンセンに許可を取らないといけなかったが「スタンのラリアットは真っすぐ伸ばしてやるが、アックスボンバーは腕を曲げてやるので、違うんだ」と説明すると、ハンセンは「オマエが使うならいい」とすぐにOKを出した。
日米レスリングサミットでハンセンと対戦が決まった際のTVコメントでは「アックスボンバー一番、ウエスタン・ラリアット二番」とアピールしている。
この技で猪木を有名な「舌出し失神状態」に追い込み、日本人では他にも、長州、藤波、天龍、ムタ、蝶野らを沈めた。
レッグ・ドロップ（アメリカでの必殺技）
ビッグ・ブーツで仕留めた後、御馴染みのポーズをファンに披露してから、ロープのリバウンドを利用して走り、仰向けになった相手の喉にレッグドロップを決行する。「ハルクスター・レッグ・ドロップ」とも呼ばれている。
カリフォルニア・クラッシュ
アックスボンバーを開発する以前のフィニッシュ・ホールド。

### 打撃技
ナックルパート
ビッグ・ブーツ
正対する相手の顔面を足の裏で蹴り、ダウンさせる技。大抵、ロープの反動を使って、自身・相手が走っている状態で使用する。ランニング・レッグ・ドロップへの繋ぎ技。
ジャンピング・ハイ・ニー

### 投げ技
バーティカル・スープレックス
スーパープレックス
ベリー・トゥー・バック・スープレックス
抱え上げ式バックドロップを使用。

### 組み技
ハルク・アップ
ピンチに陥った際、ファンの声援を受けて全身を小刻みに震わせつつ自身の戦意を高揚させるムーブ。そこから相手にパンチで殴られるとさらに興奮し、「殴っても効かない」と対戦相手を萎縮させる作戦。
ハルク・アップ・コンビネーション
これはアメリカにおけるホーガンのフィニッシュ・ムーヴである。
1. 劣勢から、ハルク・アップで敵の攻撃を耐えしのぐ。
2. 相手のパンチを受け止める。
3. すかさず「You!!」と腕を伸ばし相手を指差してから、一本指を左右に振り「効いてないぞ」とアピールする。
4. 再び殴りかかってくる相手のパンチを受け止め、相手の頭に2、3発ナックルパートを浴びせる。
5. 相手をロープに振ってからビッグ・ブートまたはアックスボンバーでリング中央で仰向きに倒す。
6. ファンの声援を浴びてランニング・レッグ・ドロップ。

タイガースピン
ヘッドロックから体を反転させてカニ挟みへ移行する技で序盤から中盤で使用。ホーガンが新日本の外国人エースだった頃と同時期にジュニアヘビー級で活躍していた初代タイガーマスクの技。アメリカで使い、ヘビー級のホーガンは回転速度がなだらかで回転数が少ないのが特徴。

### 締め技
ヘッドロック
ネック・ハンギング・ツリー
1980年代初頭のヒール期に使用。

## 獲得タイトル
NWA（SECW）

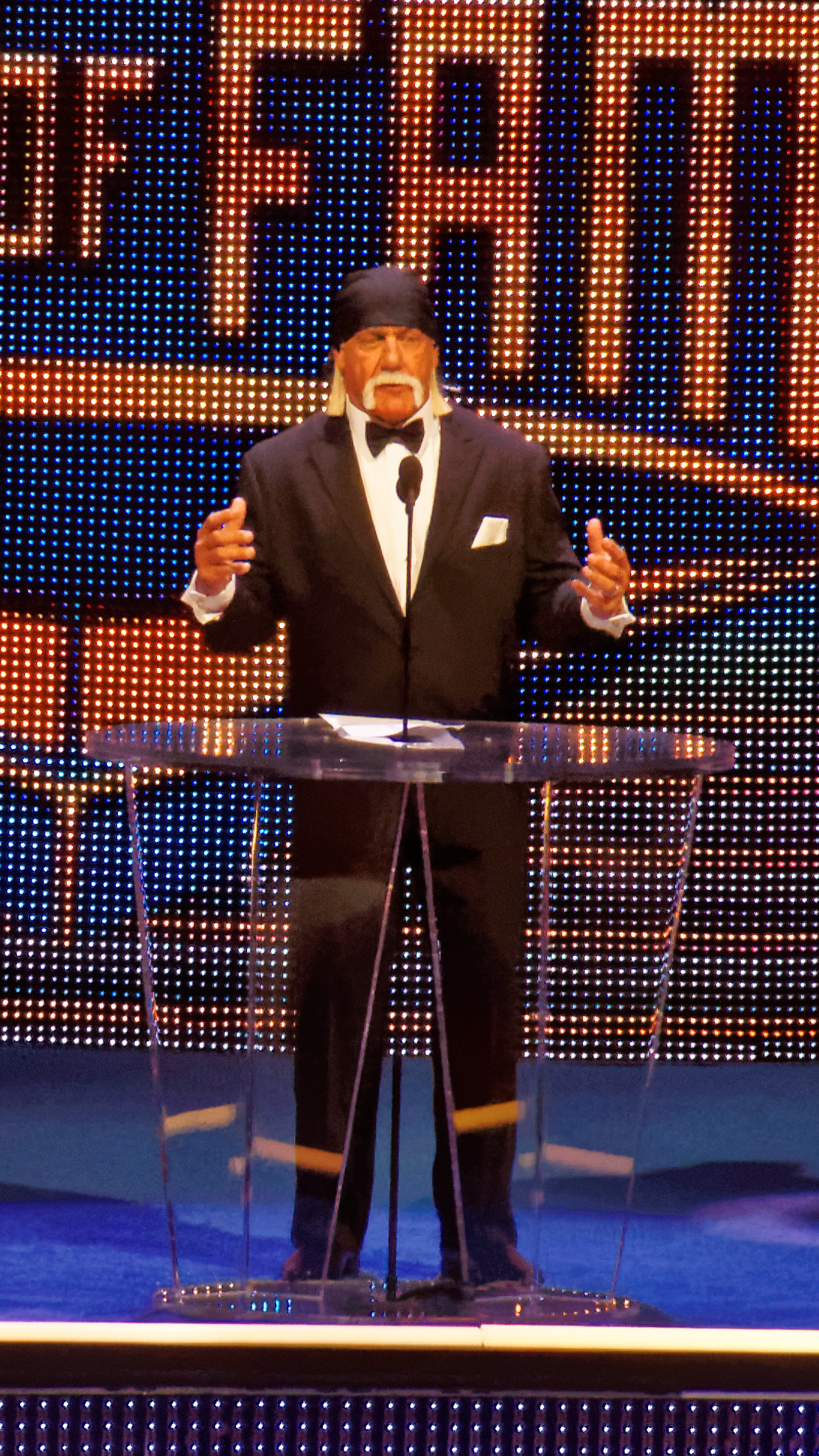
WWE殿堂式典にて

- NWAサウスイースタン・ヘビー級王座（北部版）：1回[10]
- NWAサウスイースタン・ヘビー級王座（南部版）：2回[9]

WWF / WWE
- WWF世界ヘビー級王座 / WWF統一王座：6回
- WWE世界タッグ王座：1回（w / エッジ）
- ロイヤルランブル戦優勝：2回
- WWE殿堂：2005年、2020年（nWoとして[57]）
- レッスルマニアメインイベント回数 : 8回

WCW
- WCW世界ヘビー級王座：6回（第11代、18代、20代、24代、27代、34代）

新日本プロレス
- IWGPヘビー級旧王座：1回（初代）
- MSGタッグ・リーグ戦優勝：2回（w / アントニオ猪木×2）
- IWGPリーグ戦優勝：1回

プロレス大賞
- 1983年度プロレス大賞 最優秀外人賞
- 1991年度プロレス大賞 年間最高試合賞（12月12日・東京ドーム 、天龍源一郎 vs ハルク・ホーガン）

## 入場曲
- Eye of The Tiger / Surviver（WWF）
- Real American / Rick Derringer（WWF / WWE）
- American Made / Hulk Hogan and The Wrestling Boot Band（WCW)
- Voodoo Child (Slight Return) / Jimi Hendrix（WCW-nWo / WWE）

※エアギターをしながら入場する。
- Ravishing / Bonnie Tyler（新日本プロレス）
- Theme From "Battlestar Galactica" / Maynard Ferguson（新日本プロレス）

## 音楽作品
- 一番 : ミニ・アルバム（12インチLP）（1983年）

CharのバンドPINK CLOUDによる演奏と自身の歌およびBass演奏（共演）

## 出演作品

### テレビドラマ
- 特攻野郎Aチーム 必殺! 最後の大血戦（1985年、アメリカ） - 本人役で出演。このエピソードの中ではミーン・ジーン・オーカランドがインタビュアーとして出演していたり、WWF（当時）のロゴが出てくるなど本人役である。ただしベトナム戦争に参加した過去があるというフィクション設定がある。
- 炎のテキサス・レンジャー シーズン8 第192話「ブルー・エンジェルズ」（2001年、アメリカ） - ギャングが幅を利かせる荒廃した地域の再生に賭けているブーマー・ナイトという少年バスケットボールチームのコーチ役で出演。非暴力を貫く重圧な芝居で全編に渡りストーリーのキーとなる重要な役を演じた。このチャック・ノリスとハルク・ホーガンの競演は、全米で1030万人もの視聴者を獲得した。

### 映画
- ロッキー3（1982年、アメリカ） - サンダー・リップス役
- ゴールデンボンバー（1989年、アメリカ）
- グレムリン2 新・種・誕・生（1990年、アメリカ）
- マイホーム・コマンドー（1991年、アメリカ）
- Mr.ベビーシッター（1993年、アメリカ）
- スパイ・ハード（1996年、アメリカ）
- クロオビ・キッズ メガ・マウンテン奪回作戦（1998年、アメリカ）
- デストロイヤー（1998年、アメリカ）
- トレジャー・ミッション 破壊島（1998年、アメリカ）
- ゴンゾ宇宙に帰る（1999年、アメリカ）

### ゲーム
- Saints Row: The Third（2011年） - エンジェル役

## ハルク・ホーガンをモデルとした架空の人物とキャラクター
- 『キン肉マン』の登場人物のネプチューンマンのモデルの一人である[3]。いずれもホーガンがモデルとなった読者投稿キャラ「イチバンマスク」と「ハルクマシーン」が合成され、ホーガンのあだ名ネプチューンにちなんでネプチューンマンとなった[74]。
- 1984年から1989年まで月刊『コミックボンボン』（講談社）にてホーガンをモデルにしたギャグ漫画、『やっぱ!アホーガンよ』（作・画：柴山みのる）が連載されていた。当初はプロレスをモチーフにしていたが、後にお下劣ギャグ漫画に方向転換した。
- ひすゎしの原作マンガ『CAN☆キャンえぶりでい』の主人公キャンの居候先の父でプロレスラーの伏魔春句（ハルク・トーサン）のモデルである。
- 高梨くみによる漫画『ダディーほーがん！』の砲丸鉄造(主人公の父親)のモデルである。
- 『カンニンGOOD』にてホーガンをモデルにした悪徳教師の丸九砲丸先生が登場している。
- ADKの対戦型格闘ゲーム『ワールドヒーローズ』シリーズに登場するプロレスラー、マッスルパワー（クリス・ハンガー）はホーガンをモチーフにして作られた。当初はホーガンによく似ていたが、後に肖像権問題対策の為、顔が変わっている。
- SNKのベルトスクロールアクションゲーム『バーニングファイト』のステージ2の中ボス、トム・アンダーソンは登場時に「イチバーン！」と叫び、アックスボンバーを繰り出してくる。
- スクウェアより発売されたスーパーファミコン用ゲーム『ライブ・ア・ライブ』の現代編に登場するマックス・モーガンは、ホーガンをモデルとしている。
- ソーシャルゲーム『グランブルーファンタジー』に登場（課金ガチャ排出）するカジノ闘士・ファスティバは容姿が酷似しており、「ラブマックス・ボンバー」というラリアット風の奥義を用いる。アックス・ボンバーによく似たポーズのグラフィックも用意されている。
- 『バンパイヤンキッズ』に登場するナンチャッテ伯爵の父親はホーガンをモデルとしている。
- 浦沢直樹の漫画『20世紀少年』の登場人物の一人・オッチョ（落合長治）がハルク・ホーガン（またその元ネタの超人ハルク）呼ばわりされている場面がある。

## その他
- 20代前半から髪が薄く、当初バンダナは「ハゲ隠し」だったが次第に、それがファッションとなっていった。
- 日本とアメリカでファイトスタイルを使い分けている。日本で試合をする際はグラウンドや密着技を多用し、腕ひしぎ逆十字固めなども使用し独特の入り方をみせる。これはホーガンが新日本の常連外国人だったころの名残であると思われている。この器用さがホーガンをトップスターにした要因の1つだと言われている。初来日の頃はまだまだ荒削りであったが、新日本プロレスで揉まれるうちにレスリング技術や試合運びが良くなったという[33]。
- ホーガンと行動を共にしていたレスラーのブルータス・ビーフケーキはホーガンの弟とされていたが実際は血縁関係はなく、少年時代からの幼馴染である[注 6]。
- 現役のプロレスラーの多くがホーガンのファンであるらしいが、見た目重視のスタイルからレスリングの技術をセールスポイントにするプロレスラーの中には、ジレンマを感じる者も少なくないらしい。特に全盛期のライバル、ランディ・サベージとポール・オーンドーフのホーガン嫌いは有名である。
- 1986年、WWFで日本からの輸入の形で活躍していたマシーン軍団（ジャイアント・マシーン＝アンドレ・ザ・ジャイアント、スーパー・マシーン＝マスクド・スーパースター、ビッグ・マシーン＝ブラックジャック・マリガン）に加入し、ハルク・マシーン（Hulk Machine）としてMSG定期戦に出場したことがある[75][76]。後のミスター・アメリカと同様、正体は一目瞭然のファンを楽しませる演出だった。
- 1990年末から1992年にかけては日立のエアコン「ビッグフロー」「白くまくん」のCMに登場し、一週間の歌を歌ったり「ホソナガおじさん」として登場、雲龍型の土俵入りを真似たパフォーマンスを行ったり、エアコンの模型を両腕で横に引き伸ばして「ホーソーナガー!」と絶叫するなどした。ホソナガおじさんについては、後半のCMではCMソングも作られている。
- エレクトリックベースのテクニックも良かったという。
- アラン・ファンク（英語版）がホーガンの容姿・ファイトスタイルを真似たオマージュレスラーだが、ホーガンと比べかなり小柄である。
- ステロイド剤の使用を認めている[77]。
- 2012年、プライベートでのセックスシーンがインターネット上に流出するというスキャンダルに見舞われる。性交相手の女性とその元夫でホーガンとも交友関係にあった男が共謀し盗撮、ゴシップサイト『ゴーカー』に売り渡し、ゴーカーが流出させたとされる。ホーガンは2人とゴーカーに対して1億ドル（約79億円）の損害賠償を求める訴訟を起こした。結果はホーガンの全面勝訴となり、2016年3月18日に裁判所はゴーカーに対し1億4000万ドル（約143億7500万円）の支払いを命じた[78]。
- TNAやWCWで進行に深く関わって自身を常にストーリーラインの中心に置きたがり、親族や友人を縁故出演させるなど公私混同。強力なトップダウン式の権力構造を持つWWEではたびたび起用法を巡ってビンスと衝突して離脱と復帰を繰り返すといった多くのスターレスラーの例に漏れずエゴイスティックな面もたびたび指摘されている。
- スタン・ハンセンが新日本のトップとして君臨していた時はギャラはハンセンの方が新日本の選手の中で一番であったが、それから1年半した頃、新間寿はホーガンのギャラをハンセンと同じにした。そのことを新間がハンセンに伝えると、ハンセンは「オマエはフェアだ。よくそれを俺に教えてくれた。ありがとう」と感謝の言葉を述べた。ハンセンがホーガンを認めていたことを表すエピソードである[33]。
- 1980年代、アンドレ・ザ・ジャイアントとは冷戦状態であるという説がまことしやかに信じられていたが、ミスター高橋によるとそれは虚説であるという。2人は1982年6月18日に蔵前国技館でシングルマッチを行っており、ホーガンがベアハッグでアンドレの巨体を宙に浮かせた。アンドレの胴を両手で締めることができる選手はそういないが、これはアンドレがホーガンに一定の信頼を置いていた証拠である。ただ、気さくにファンサービスを行うホーガンに対してアンドレはファンとの距離を不用意に縮めたがらない人物であり、プロレス哲学は正反対であった[79]。
- 政治的には共和党支持者であった。2024年7月18日には、同年のアメリカ大統領選挙に向けた共和党全国大会（4日目）の会場に登場。壇上でシャツを破くアピールを行いながら、ドナルド・トランプへの支持を呼びかけた[80]。